# Pica-pau-de-testa-castanha
O pica-pau-de-testa-castanha (Dendrocoptes auriceps)  é uma espécie de ave da família Picidae, pertencente ao género Dendrocoptes. Distribui-se pelas regiões do norte do subcontinente indiano, principalmente em altitudes baixas ou médias dos Himalaias. Ocorre nos seguintes países: Afeganistão, Butão, Índia, Nepal e Paquistão...
Algumas autoridades taxonômicas continuam a colocar a espécie em Dendrocopos, enquanto outras a colocam no gênero Leiopicus.